# 알리 피반다리
알리 피반다리(1957년 9월 6일 ~ , 페르시아어: علی دیواندری)는 이란의 만화가, 화가, 그래픽 디자이너, 조각가 및 기자이다.

## 전기
테헤란 대학교 미술대학에서 그래픽을 전공했으며 1975년 그래픽 디자이너와 만화가로서의 경력을 시작했다. 1997년에는 이란에서 "인간과 자연 - 오직 하나밖에 없는 것, 공유하고 보살피는 것"을 주제로 국제 만화 축전을 열었다. 주로 이란과 튀르키예에서 열린 만화 전시회에서 심사위원을 맡았다. 그의 작품은 34개국에서 출판된 국제 신문과 잡지에 많이 게재되었다.

## 갤러리

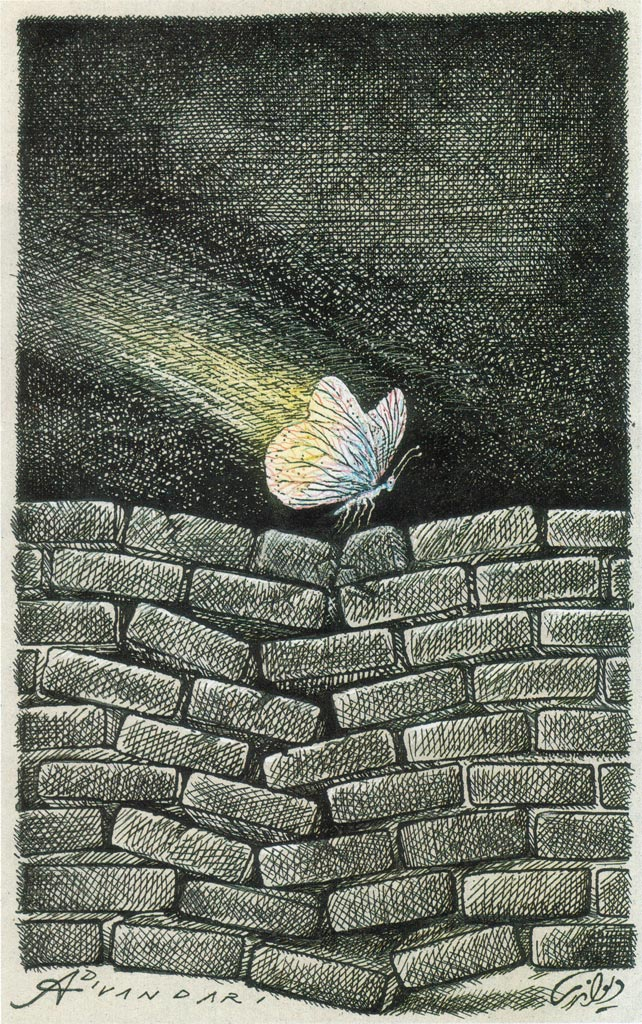
만화
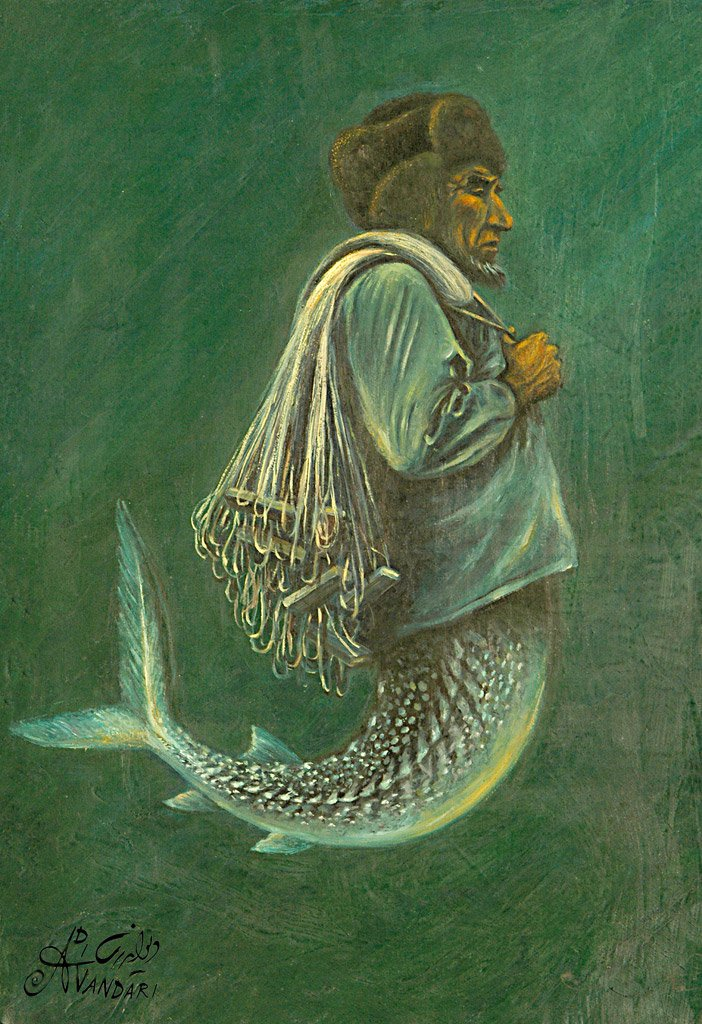
만화
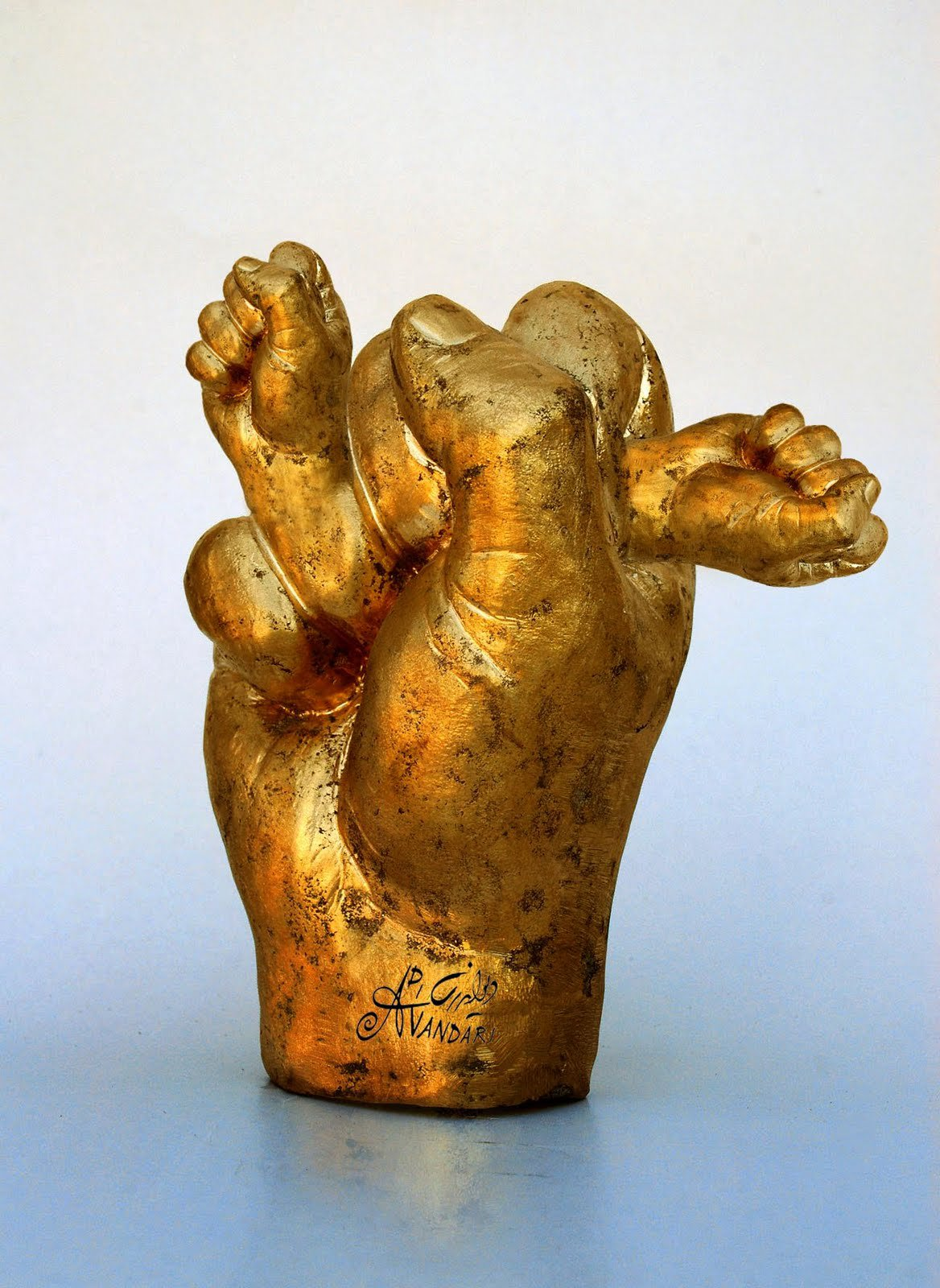
그림
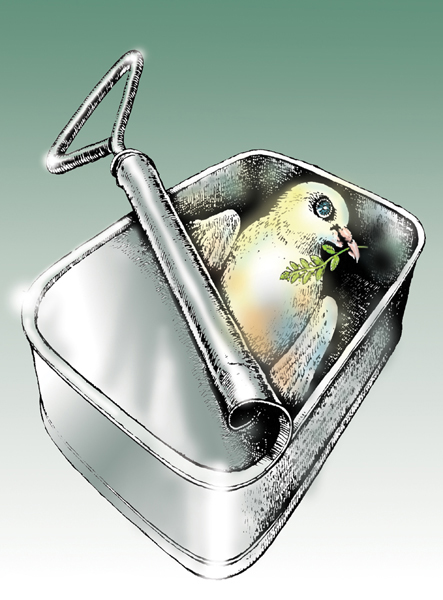
만화

## 참조
1. ↑  “Cyber Int'l Cartoon Gallery”. 2016년 3월 3일에 원본 문서에서 보존된 문서. 2011년 7월 11일에 확인함.